# Pierre Cornet
 (mars 2015).
Si vous disposez d'ouvrages ou d'articles de référence ou si vous connaissez des sites web de qualité traitant du thème abordé ici, merci de compléter l'article en donnant les références utiles à sa vérifiabilité et en les liant à la section « Notes et références ».
Pierre Cornet, né le 13 septembre 1911 à Montélimar et mort le 12 septembre 1996 à Villeneuve-de-Berg, était un homme politique français. Il est maire de Villeneuve-de-Berg de 1962 à 1989 et député de l'Ardèche de 1967 à 1981.

## Biographie

### Origines et débuts professionnels
Pierre Cornet est né le 13 septembre 1911 à Montélimar, il est le fils de Marius Cornet (1870-1954) originaire de Vogüé en Ardèche qui exerçait la profession de médecin dans la cité montilienne et de son épouse Marie Roche d'origine albenassienne. Son grand-père paternel Basile Cornet fut maire de Vogüé de 1884 à 1888. Cornet se marie à Neuilly-sur-Seine en 1952 avec Monique Boesch et ils auront 3 enfants.
Il fait des études supérieures avec en poche, un doctorat en droit, une licence es-lettres, une autre en philosophie et un diplôme de l’école libre des sciences politiques de Paris. Pierre Cornet obtient la croix de guerre avec palmes et citations, la médaille de la résistance, la croix de chevalier puis d’officier de la Légion d’Honneur.
Sous la Quatrième République, il est élu à l’assemblée de l’Union Française en 1950, dont il devient questeur et rapporteur général de la commission des finances. En même temps, pour parer à la "balkanisation" du désert saharien, il obtient la création d’une haute commission pour l’organisation commune des régions sahariennes, dont il devient secrétaire général en attendant que soit installée l’Afrique Saharienne Française (face à l’A.O.F. et à l’A.E.F.).
La Ve République met fin à ces projets. Il est élu membre, puis président de l’Académie des sciences d'outre-mer.

### Une carrière au service de l'Ardèche
La carrière politique de Pierre Cornet débute en 1955, quand il se présente aux cantonales partielles dans le canton de Villeneuve-de-Berg, à la suite du décès du conseiller général Émile Froment, mais il est battu par Paul Ressayre en obtenant 49,24 % contre 50,76 pour le candidat de la gauche. Cornet prend sa revanche le 20 avril 1958 en devenant conseiller général de Villeneuve-de-Berg avec 51,52 % des voix au premier tour en battant Ressayre qui obtient 35,25 % puis 13,23 % pour le communiste Désiré Espic, et il sera facilement réélu jusqu'en mars 1976. Candidat  aux sénatoriales de 1959, Pierre Cornet est défait par le duo Marcel Molle/Paul Ribeyre.
Dans les années 1960, sa carrière prend son envol. Tout d’abord en mai 1962, il est élu conseiller municipal, puis maire de Villeneuve-de-Berg à la suite de la démission de Lazare Durif. En 1967, Pierre Cornet est investi par l'UD-Ve pour être candidat dans la 1re circonscription de l'Ardèche (région de Privas et Bourg-Saint-Andéol), où il est élu au second tour avec 52,11 % des voix contre le député PCF sortant Henri Chaze. À la suite des événements de mai 68, le général de Gaulle dissout l'Assemblée nationale, et Cornet, secondé par un nouveau suppléant Régis Fayard, obtient un second mandat au premier tour avec 52,63 %.
Durant ses mandats, Pierre Cornet travaille à développer le monde agricole, touristique et nucléaire avec notamment son action pour le Domaine Olivier de Serres, installation de la Maison Familiale de Vacances (auj. Domaine Lou Capitelle) de Vogüé en 1962, création des syndicats d’alimentation en eau potable et d'électricité (auj. le Syndicat Mixte Olivier de Serres) en 1964 et 1967, l'aménagement de la Grotte de la Madeleine en 1969, la mise en place de la Centrale nucléaire de Cruas en 1976 ou encore la déviation de la RN 102 de Villeneuve de Berg en 1989. L'essor de sa ville qui gagne à cette période en population, et son action en faveur de l'hôpital local, lui permettent une facile réélection lors des municipales de 1971, mais il s'éloigne du parti gaulliste pour rejoindre les giscardiens. De nouveau candidat en mars 1973 dans la 1re circonscription, Pierre Cornet est réélu avec 53,68 % contre le maire de Cruas Henri Chaze, mais ce nouveau mandat est compliqué, avec une sanction de ses électeurs lors des cantonales de 1976, où Cornet perd son siège de conseiller général face au socialiste Lucien Auzas. La gauche réalise plusieurs conquêtes lors de ces élections cantonales et municipales de 1976 et 1977 dans sa circonscription, avec les basculements dans l'opposition de Bourg-Saint-Andéol, Viviers ou encore Lussas. Les législatives de 1978 s'annoncent difficiles pour le député sortant qui affronte un candidat RPR Georges Chagounoff, l'ancien secrétaire national du PSU Robert Chapuis et de nouveau Henri Chaze. Cornet est réélu mais avec un score inférieur de 1973, soit 51,41 %, alors qu'au premier tour les voix de gauche s'élevaient à 53 %. En septembre 1980, Pierre Cornet se présente de nouveau aux sénatoriales, mais il est battu par Henri Torre et Bernard Hugo. La victoire de François Mitterrand en 1981 sonne le glas de sa carrière; et à la suite de la crise de l'UDF dans son département, il prend la décision de ne pas être candidat pour un nouveau mandat de député et c'est Robert Chapuis qui lui succèdera.
Il consacre la fin de sa vie à Olivier de Serres en qualité de président du comité Olivier de Serres, privilégiant la restauration du Pradel et son rayonnement de 1984 à 1993. Il laisse la mairie de Villeneuve à son premier adjoint, Claude Déjean, le 24 mars 1989. Pierre Cornet est maire honoraire de Villeneuve-de-Berg.
Il repose au cimetière de Villeneuve-de-Berg depuis le 14 septembre 1996.

## Détail des fonctions et des mandats
- 20 avril 1958 - 14 mars 1976 : Conseiller général du canton de Villeneuve-de-Berg
- 23 juin 1962 - 24 mars 1989 : Maire de Villeneuve-de-Berg
- 3 avril 1967 - 22 mai 1981 : Député de la 1re circonscription de l'Ardèche

## Ouvrages
- Cornet, Pierre. Sahara, terre de demain, 1955.
- Cornet, Pierre. Du mirage au miracle, le pétrole saharien, 1959.

- Prix maréchal-Louis-Hubert-Lyautey 1961 de l’Académie des sciences d’outre-mer.
- Cornet, Pierre. Témoignage d’un élu. Horvath : 1983. 173 p.  (ISBN 2-7171-0256-6).
- Cornet, Pierre. Un précurseur, Olivier de Serres, 1989.